# Mount Pool
Mount Pool ist ein 2090 m hoher Berg im westantarktischen Marie-Byrd-Land. An der Ostflanke des Reedy-Gletschers ragt er an der Nordwestseite des Metavolcanic Mountain auf.
Der United States Geological Survey kartierte ihn anhand eigener Vermessungen und Luftaufnahmen der United States Navy aus den Jahren von 1960 bis 1964. Das Advisory Committee on Antarctic Names benannte ihn 1964 nach Douglas A. Pool, Bauelektriker auf der Byrd-Station im Jahr 1962.